# 수상꽃차례
수상화서(영어:Spike, 한자: 穗狀花序)는 꽃차례 또는 꽃이 핀 모양이 이삭을 닮은 것을 말하며 무한화서이다. 가늘고 긴 꽃대에 꽃들이 이삭처럼 촘촘히 달려있으며 총상화서(raceme)와 비슷하다고 할 수 있지만 수상화서에서는 꽃자루가 없다. 질경이(학명: Plantago asiatica)]와 오이풀(학명: Sanguisorba officinalis)가 수상화서를 이루는 것들이다. '작은 수상화서(영어: spikelet)' 또는 소수상화서는 글자그대로 크기가 작은 수상화서를 말하며, 주로 벼과나 사초과에 속하는 식물의 끝부분에 달리는 봉오리를 지칭하는 것으로, 이 때는 꽂봉오리를 지탱하는 대(stalk)가 꽃자루이다.

수상화서
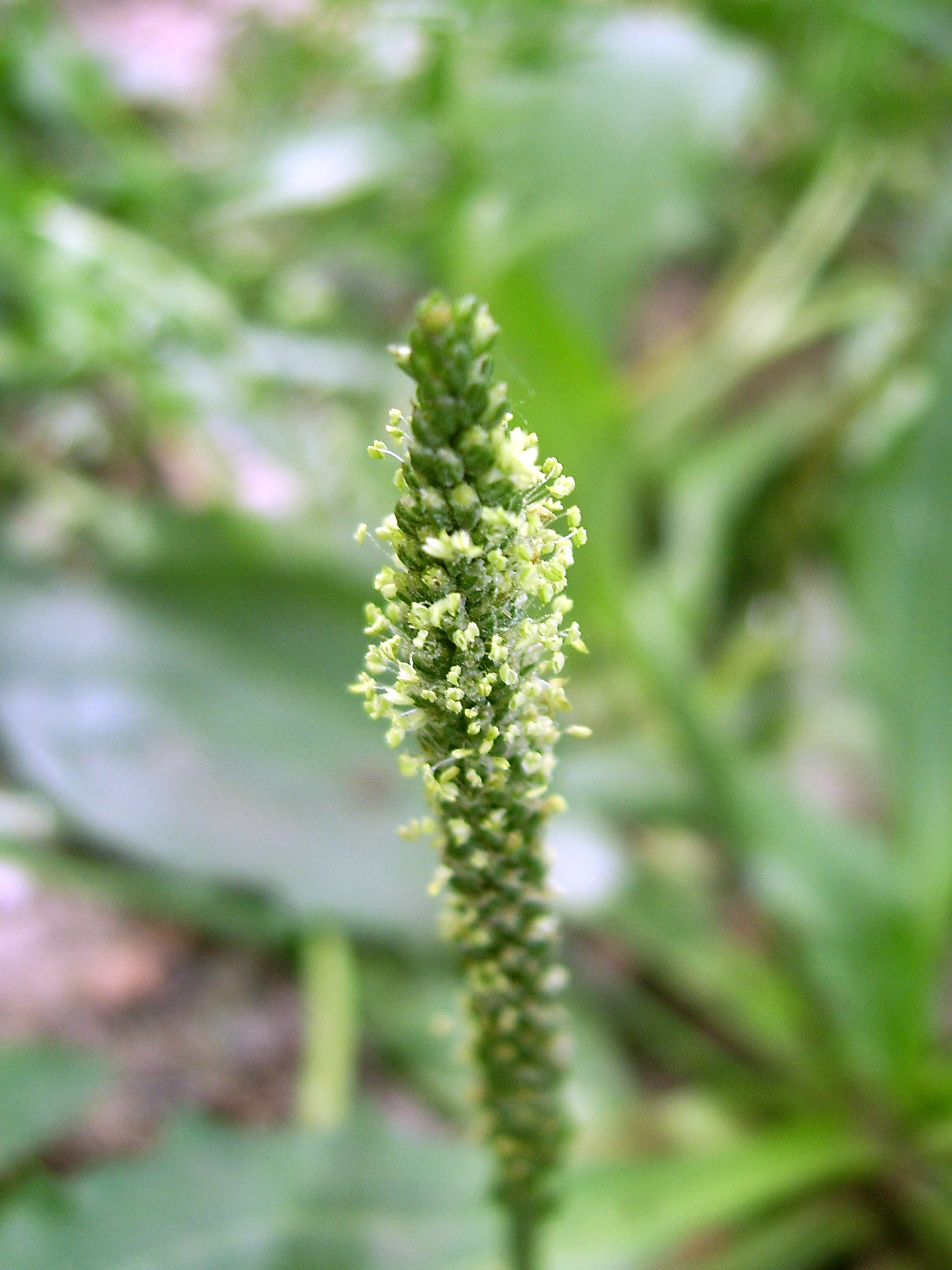
질경이 꽃
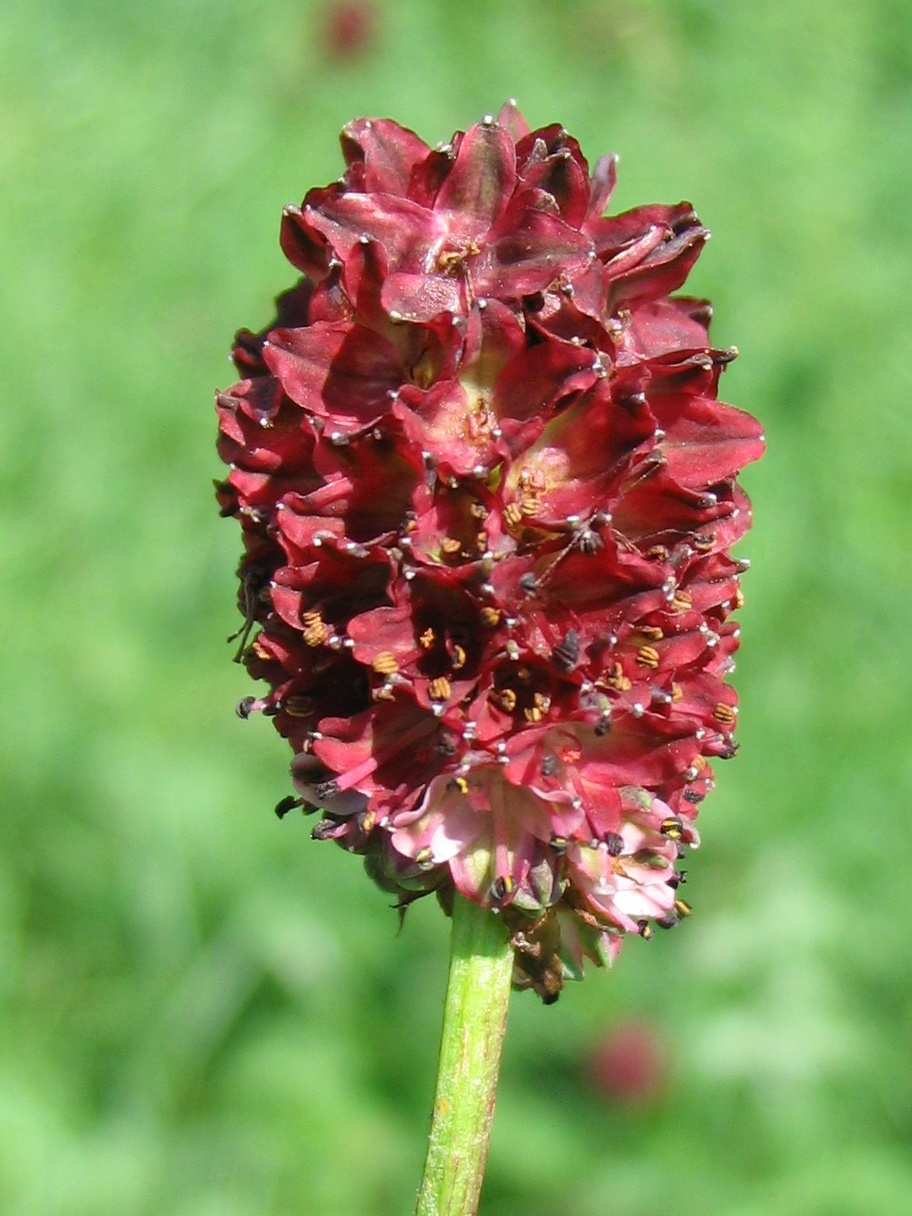
오이풀 꽃

총상화서와 수상화서의 비교
- 붉은 수술이 도드라져 보이는 Xeronema callistemon의 빼곡한 총상화서
- Plantago media의 수상화서
- 방동사니의 '작은 수상화서'

## 같이 보기
- 총상화서
- 산방화서
- 산형화서
- 원추화서